# Saxifraga brevicaulis
Saxifraga brevicaulis är en stenbräckeväxtart som beskrevs av H. Sm.. Saxifraga brevicaulis ingår i Bräckesläktet som ingår i familjen stenbräckeväxter. Inga underarter finns listade i Catalogue of Life.